# Charles-Pierre-Paul Paulmier
Pour les articles homonymes, voir Paulmier.
Charles-Pierre-Paul Paulmier est un homme politique français né le 21 octobre 1811 à Paris (de Charles Paulmier et Pauline Livoir) et mort le 16 décembre 1887 à Bretteville-sur-Laize (Calvados).

## Biographie
Premier prix de philosophie au concours général de 1830, il est avocat au barreau de Paris en 1833, et plaide dans plusieurs procès politiques devant la chambre des Pairs. Il est député du Calvados de 1846 à 1848. En 1848, il devient conseiller général, et en 1849, est réélu député du Calvados, siégeant à droite. En 1851, il reprend ses activités d'avocat. Il redevient député du Calvados, de 1864 à 1870, comme candidat officiel. Il devient président du conseil général du Calvados en 1865. Il est sénateur du Calvados de 1876 à 1885, siégeant dans le groupe constitutionnel, qui soutient les gouvernements de droite, puis bascule du côté républicain après le 16 mai 1877.

## Sources
- « Charles-Pierre-Paul Paulmier », dans Adolphe Robert et Gaston Cougny, Dictionnaire des parlementaires français, Edgar Bourloton, 1889-1891 [détail de l’édition]